# マーシャル・ストリート
マーシャル・ストリート（Marshall Street）はニューヨーク州シラキュース市内、シラキュース大学構内にある通りである。学生からは「Mストリート」と呼ばれることもある。たくさんの店、レストラン、バーが立ち並ぶ。「マーシャル・ストリート・モール」という小さなモールもマーシャル・ストリートに隣接している。このエリアは「Crouse-Marshall Business Association社」により発起され、2000年に大改築が行われた。
マーシャル・ストリートの名は「Louis Marshall（1856年-1929年）」に由来する。彼はシラキュース出身の企業弁護士でニューヨーク州立大学環境科学部の教授もしていた人物である。2006年、マーシャル・ストリートの100ブロックは彼の偉業を記念し「Louis Marshall Way」と命名された。

## レストラン
- Varsity Pizza（ピザ）
- Panda West （中華）
- Bleu Monkey Cafe （寿司。台湾人が経営）
- Pita Pit （ピタ）
- King David's Restaurant （中東料理）
- Elsaha
- Cosmo Pizza Shop （アメリカン）
- Aladdin's Natural Eatery （中東料理）
- Acroplis Pizza House （ギリシャピザ）
- スターバックス （カフェ）
- Unique Tea House （カフェ）
- Komachi （日本/朝鮮料理）

## External links
- マーシャル・ストリートに設置の24時間カメラ